# 弗里尼
弗里尼（法語：Vrigny，法語發音：[vʁiɲi] ⓘ）是法国卢瓦雷省的一个市镇，位于该省中部偏北，属于皮蒂维耶区。

## 地理
弗里尼（48°4'51"N, 2°14'36"E）面积16.14 平方千米，位于法国中央-卢瓦尔河谷大区卢瓦雷省，该省份为法国中北部省份，北起埃松省，西北接厄尔-卢瓦省，西南接卢瓦-谢尔省，南至涅夫勒省和谢尔省，东临约讷省，东北接塞纳-马恩省。
与弗里尼接壤的市镇（或旧市镇、城区）包括：拉阿、加蒂奈地区布伊、布宗维尔欧布瓦、尚邦拉福雷、库尔西欧洛日、安格拉讷、马罗欧布瓦。

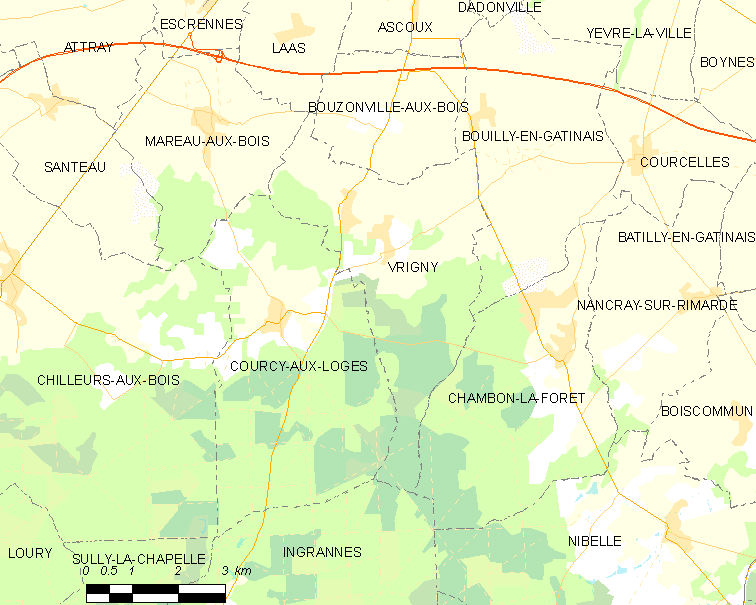
弗里尼的OSM定位图

弗里尼的时区为UTC+01:00、UTC+02:00（夏令时）。

## 行政
弗里尼的邮政编码为45300，INSEE市镇编码为45347。

## 政治
弗里尼所属的省级选区为勒马勒塞布瓦县。

## 人口

1962-2008年间弗里尼人口变化图示

弗里尼于2022年1月1日时的人口数量为797人。